# Last (Einheit)
Die Last war in der frühhansischen Zeit eine Maßeinheit und bezeichnete ursprünglich die Menge an Getreide, die von einem von vier Pferden gezogenen Fuhrwerk transportiert werden konnte.
Im Mittelalter wurde sie auch als Messgröße für die Transportkapazität von Schiffen verwendet, wobei ihr Wert regional und nach Warenart sehr unterschiedlich festgesetzt worden war. Die Lastensegler des Mittelalters transportierten häufig Getreide und Heringe. Wegen der unterschiedlichen Aufnahmefähigkeit des Schüttgutes Getreide und des in Fässern verpackten Herings setzte man 100 Heringslasten gleich 80 Getreidelasten. Später wurde die Maßeinheit Last produktspezifisch unterschieden wie Salzlast sowie nach regionalen Eigentümlichkeiten wie Bremer Last, Pommersche Last, Ostseelast, Berliner Last, Preußische Last, Normallast und Commerzlast.
Für die unterschiedlichen Handelssparten kam die Maßeinheit als Ackermaß, Getreidemaß und Handelsgewicht zur Anwendung.

## Ackermaß
Die Last war in Lübeck ein Flächenmaß und ein sogenanntes Aussaatmaß. Die Fläche wurde durch eine festgelegte Menge Saatgut bestimmt. Die Ungenauigkeit beeinflusste der Ackerboden.
- 1 Last = 96 Scheffel Saatgut ergab etwa 6000 bis 8000 Quadratruten (Rheinländische)

## Getreidemaß
Die Last als Mengen- oder Volumenmaß kam in den Niederlanden, Norddeutschland, Dänemark, Schweden, Russland, Preußen und Polen in verschiedener Größe zu Anwendung. In Hamburg z. B. für Weizen, Roggen, Erbsen, Geste und Hafer:
- 1 Last = 3.158 Liter = 3,158 m³

Die Hansestadt Hamburg verwendete im 19. Jahrhundert das Getreidemaß auch in ihrer Wirtschaftsbilanz für den jährlichen Ertrag ihrer Mühlen: die Stadtwassermühlen an der Alster mit 3.500 Last, die Hamburger Windmühlen mit 1.000 bis 1.200 Last und die Hamburger Dampfmühlen mit 2.500 Last Mehl.

## Handelsgewicht
Die Last als Gewichtsmaß wurde insbesondere für Schiffsladungen wie im Salzhandel sowie für Waren wie Fisch, Butter, Teer, Tran, Kalk, Steinkohle verwendet.
- 1 Last = 4000 Pfund = 2000 Kilogramm = 2 Tonnen
- 1 Last in Volumen = 125 Kubikfuß = 2,7 m3